# Irene Sabatini
Irene Sabatini (Hwange, c. 1950) es una escritora de ficción zimbabuense que ganó en 2010 el Premio Orange para Nuevos Escritores del  Premio de Ficción Femenina.

## Trayectoria
Sabatini nació en la década de 1950, en Hwange, un pueblo minero del sudoeste de Zimbabue, y creció en Bulawayo, donde asistió a una escuela católica. Posteriormente, asistió a la Universidad de Zimbabue en Harare, donde se familiarizó con el feminismo y la acción política durante su licenciatura en filosofía. Obtuvo una maestría en desarrollo infantil del Instituto de Educación del University College de Londres. Al terminar, se trasladó a vivir a Bogotá, donde trabajó como profesora durante cuatro años. Ha vivido y viajado por Latinoamérica, el Caribe, Europa y Estados Unidos.
Su primera novela, The Boy Next Door, está ambientada en el Zimbabue recién independizado, narra la relación entre una mujer de color, Lindiwe, y un hombre blanco, Ian, cuya dinámica y dificultades representan los conflictos raciales de un país que aún sufría el legado de apartheid. Su segunda novela, Peace and Conflict, cubre la historia familiar y política a través de los ojos de un niño de diez años. En 2020 publicó An Act of Defiance.

## Reconocimientos
En 2010 ganó el Premio Orange para Nuevos Escritores, que se creó ese año para conmemorar el décimo aniversario del Premio de Ficción Femenina, un premio literario que se entrega en el Reino Unido desde 1996; por su primera novela, The Boy Next Door, una historia de amor ambientada en el contexto del racismo y la agitación política de los años 1980 en Zimbabue.